# Eurymachos (Sohn des Neoptolemos)
Eurymachos (altgriechisch Εὐρύμαχος Eurýmachos) ist in der griechischen Mythologie ein Sohn des Neoptolemos und der Leonassa. Väterlicherseits war er folglich ein Enkel des Achilleus.
Er ist einzig bei dem um 200 v. Chr. schreibenden Mythographen Lysimachos genannt, der als Namen der Mutter Leonassa angibt. Üblicherweise heißt die Gemahlin des Neoptolemos hingegen Lanassa.
Eurymachos war laut Lysimachos Bruder oder Halbbruder des Eraos, des Pergamos, des Argos, des Pandaros, des Dorieus, der Danaë und der Troas.